# Tofalarzy

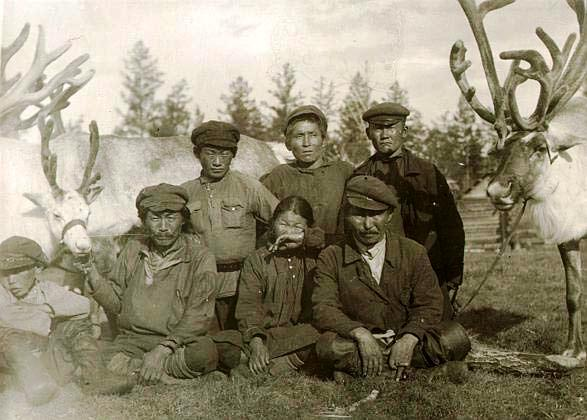
Grupa Tofalarów z XX wieku, z obwodu irkuckiego

Tofalarzy lub Karagasi (ros. Тофалары) – jeden z ludów tureckich zamieszkujący wschodnią część Gór Sajan w obwodzie irkuckim (rosyjska Syberia). Jeden z najmniejszych narodów Rosji, liczący 654 osoby (2002 r.), z czego tylko 20–30 ludzi używa języka tofalarskiego. Tradycyjnie zajmowali się myślistwem. Pod wpływem Rosjan wykształciła się wśród nich zamożniejsza warstwa zajmująca się handlem i transportem. Do dziś wyznają szamanizm i żyją w krytych korą i skórami szałasach.
W przeszłości istniał autonomiczny Tofalarski Rejon Narodowy w ZSRR.